# Maria Callas
Maria Callas, egentligen Maria Anna Sofia Cecilia Kalogeropoulou (grekiska: Μαρία Άννα Σοφία Καικιλία Καλογεροπούλου), född 2 december 1923 i New York, död 16 september 1977 i Paris, var en grekisk-amerikansk operasångerska (sopran). Hon hade en bred repertoar, med det mesta från dramatiska roller som Giacomo Puccinis Turandot till koloraturroller som "Amina" i Vincenzo Bellinis Sömngångerskan, något som gav henne smeknamnet La Divina.

## Biografi

### Bakgrund och tidig karriär
Callas föddes i New York av grekiska föräldrar. När hon var 15 år flyttade hon tillsammans med sin mor och sin syster till Aten i Grekland.
Hon studerade på Musikkonservatoriet och gjorde redan som 18-åring rollen som Puccinis Tosca på Operan i Aten, och två år senare gestaltade hon "Leonore" i Ludwig van Beethovens opera Fidelio på samma scen. 1947 sjöng hon titelrollen i La Gioconda på utomhusarenan i Verona under dirigenten Tullio Serafin. Därefter följde engagemang i Italien och storartade framgångar i Argentina och Mexiko, innan hon kom att sjunga på det eftertraktade La Scala i Milano. Detta skedde första gången 1950, då Callas ersatte den då mer välkända sopranen Renata Tebaldi i Giuseppe Verdis Aida. Året därpå fick hon å andra sidan öppna säsongen på La Scala i rollen som "Elena" i Verdis Den sicilianska aftonsången.
Därefter följde såväl klassiska verk som "Violetta" i La traviata som mer sällan spelade bel canto-verk som Donizettis Anna Bolena. Callas kom också att sjunga i USA i New York 1956, där hon så småningom hamnade i en konflikt med Metropolitan Operas chef Rudolf Bing, vidare Lyric Opera House i Chicago, där hon för övrigt efter en föreställning av Puccinis Madama Butterfly förödmjukades med att motta en stämning från en tidigare agent när hon gick av scenen.

### Undervisning och senare karriär
Runt 1960 lämnade hon i stort sett operascenen och kom att undervisa på Juilliard i New York i så kallade master classes. Samtliga lektioner finns bevarade på DVD (speltid 42 timmar!) utgiven av Divina Records. Dock höll sångerskan ett stort antal konserter och framträdde 1964 och 1965 på Covent Garden med titelrollen i Puccinis Tosca samt med samma roll 1965 på Palais Garnier i Paris. Även framträdanden i Paris som "Norma" i Bellinis opera med samma namn 1964 och 1965.
Hon gjorde en bejublad comeback på Metropolitan Opera som Tosca i mars 1965 och hälsades vid sin sceniska entré med över fem minuters stående applåder. Hennes sista framträdande på en operascen blev titelrollen i Tosca vid en föreställning på Covent Garden i den brittiska kungafamiljens närvaro den 5 juli 1965, då sångerskan sjöng trots svår sjukdom. Den allra sista bevarade inspelningen med Callas är Beethovens konsertaria Ah perfido! upptagen i Paris – Théâtre des Champs Elysées – den 3 mars 1976. Två motstridiga uppgifter om vem pianoackompanjatören är finns: Maria Callas själv (hon var en skicklig pianist) eller Jeffrey Tate. Upptagningen, möjligen gjord utan sångerskans vetskap, visar överraskande en röst i mycket bra kondition.

### Senare år
Callas var under ett antal år gift med en italiensk man som hon träffade 1947, Giovanni Battista Meneghini. Hon valde dock 1966 att återta sitt grekiska medborgarskap och eftersom grekisk rätt ansåg att äktenskap skulle ingås i den grekiska kyrkan för att gälla, kom hennes äktenskap ingånget med Meneghini i Italien att anses som ogiltigt. Skälet till brytningen med Meneghini var att Callas förälskat sig i Aristoteles Onassis, en grekisk affärsman på vars yacht "Christina" hon och hennes man tillbringat ett par veckor tillsammans med Onassis och andra gäster såsom Winston Churchill sommaren 1959. Dock kom Callas aldrig att gifta sig med Onassis, utan han valde att gifta sig med Jacqueline Kennedy.
Callas drog sig tillbaka mer och mer från scenen (se dock ovan) och hennes framträdanden blev mer och mer sällsynta efter 1960. Hon medverkade i en film regisserad av Pier Paolo Pasolini; Medea. Hon medverkade som regissör vid en nyuppsättning av Verdis I vespri Siciliani. I början av 1970-talet genomförde hon en konsertturné tillsammans med den Sicilienfödda tenoren Giuseppe di Stefano. Den sista offentliga konserten gavs i Japan 1974.
Maria Callas avled den 16 september 1977, i sitt hem i Paris (Frankrike) på 36 Avenue Georges Mandel – i närvaro av sin hushållerska. Callas avled till följd av hjärtinfarkt inklusive extremt lågt blodtryck, och hennes aska ströddes efter hennes egen önskan i Egeiska havet.

## Stil
Callas var en mångsidig sångerska vars framträdanden präglades av intensiv röstanvändning och djup inlevelse på scenen. Till hennes mest kända roller hör flera bel canto-hjältinnor som "Norma" i Norma, "Lucia" i Lucia di Lammermoor, "Amina" i Sömngångerskan och "Rosina" i Barberaren i Sevilla. Hon var även känd för mer koloraturistiska roller som "Violetta" i La Traviata och tyngre roller, till exempel Medea och Tosca. Hon sjöng även ett par mezzosopranroller (till exempel Carmen), dock endast på konsert och på skiva.
Hennes ofta använda duettpartner Giuseppe di Stefano sade vid en intervju att han tyckte att Callas "sjöng som en man", vilket kanske kan anses stå i stark kontrast till hennes lärarinna, koloratursopranen Elvira Hidalgo, som sjöng ljust och inte särdeles kraftfullt. Samtidigt ska man komma ihåg att Callas under en och samma vecka sjöng "Brünnhilde" (Valkyrian) och "Elvira" (Puritanerna); från Wagners tyngd till Bellinis koloraturer.

## Betydelse och i kulturen
Callas efterlämnar ett nästan oöverskådligt antal skivinspelningar, främst på EMI men även en mängd så kallade piratinspelningar. Likaså har det författats ett mycket stort antal biografier.
Vid en omröstning i Storbritannien valdes 1900-talets främsta sopran: Maria Callas, och främste tenor: Jussi Björling.
Callas utgjorde även den verkliga förebilden för Hergés Tintin-karaktär Bianca Castafiore.
I filmen Callas Forever från 2002 spelas hon av Fanny Ardant.
Nedslagskratern Callas på planeten Venus är uppkallad efter henne.

## Diskografi
De flesta av Callas inspelningar finns fortfarande ute i handeln. Utgåvor från EMI dominerar men även produkter från ett stort antal piratbolag.

## Citat
- First I lost weight, then I lost my voice, and now I've lost Onassis.